# La Landrigga
La Landrigga è una frazione del comune di Sassari situata nel territorio del sassarese, nella Sardegna nord occidentale, ad una altitudine di 140 m s.l.m.
Conta 432 abitanti  e dista 8 chilometri da Sassari. Dista inoltre circa un chilometro dalla frazione di Caffè Roma.